# Филиппа-Кристина де Лален
Филиппа-Кристина де Лален (фр. Philippe-Christine de Lalaing; ок. 1545 — 9 июня 1582, Антверпен) — принцесса д'Эпинуа, героиня Нидерландской революции.

## Биография
Дочь графа Шарля II де Лалена от второго брака с Марией де Монморанси.
2 июля 1572 вышла замуж за Пьера де Мелёна, принца д'Эпинуа, упорного противника испанского режима в Нидерландах. Филиппа-Кристина во всем поддерживала мужа, возможно, из стремления отомстить королю Испании за казнь двоих своих дядей по матери: Филиппа ван Хорна и Флорана де Монтиньи. После отказа принца д'Эпинуа присоединиться к Аррасской унии 1579 года во Фландрии развернулась ожесточенная борьба между сторонниками Генеральных штатов, Испании и герцога Анжуйского.
В 1581 году Пьер де Мелён выступил на завоевание Гравелина, оставив командовать в Турне сеньора д'Эстреля и свою жену. Пользуясь тем, что принц увел с собой часть гарнизона, штатгальтер Нидерландов Алессандро Пармский осадил город крупными силами. Осажденные упорно сопротивлялись, выдержав 23 штурма и проведя 12 вылазок. Филиппа-Кристина в кирасе и со шпагой в руке лично руководила обороной и участвовала в боях. По словам современника, она заставляла называть себя «Его превосходительством принцем д'Эпинуа». По утверждению Страды и графини д'Эгмонт, принцесса была ранена в руку при отражении одного из штурмов, но другие авторы считают, что пулевое ранение было получено за два года до осады.
В ходе серии наиболее ожесточенных штурмов, продолжавшихся с 11 октября по 21 ноября нотабли 18 октября просили принцессу начать переговоры, но в ответ услышали заявление, что она «скорее позволит порезать себя на куски, чем сдаст город иностранцам». Присутствие в армии осаждающих ее брата, Эммануэля-Филибера де Лалена, и отчима, графа фон Мансфельда, лишь добавило принцессе ожесточения.
К концу ноября положение стало безнадежным, и защитникам пришлось вступить в переговоры. Штатгальтер направил парламентеров во главе с Эммануэлем-Филибером. Сестра приняла его враждебно, и поначалу заявила, что готова умереть «кровавой смертью» и сжечь город, но постепенно ее гнев утих. Принцесса потребовала, чтобы ей представили Кристобаля де Мондрагона, увидев которого, воскликнула: «Мы надеялись, что все испанцы убираются из страны, и вот они тут снова».
30 ноября были согласованы условия почетной капитуляции, и принцесса д'Эпинуа на коне выступила из крепости во главе своих войск под приветственные крики осаждающих. Страда, невольно восхищавшийся ее мужеством, называет Филиппу-Кристину «принцессой с великим сердцем», и пишет, что в ходе осады она исполняла все обязанности капитана, ободряла жителей, солдат и рабочих.
1 декабря, когда Фарнезе вступил в город, принцесса прибыла к мужу в Гент с войсками и большим числом беженцев. Через некоторое время супруги перебрались в Антверпен, столицу объединенных Нидерландов. Падение Турне стало для Филиппы-Кристины тяжелым ударом. Она умерла в Антверпене через полгода, и была погребена в церкви аббатства Сен-Мишель. В браке с Пьером де Мелёном был единственный сын Матье, также умерший в 1582 году.

## Память
По словам биографа принцессы Теодора Жюста,

Этот героизм был признан и прославлен всеми примордиальными историками Нидерландской войны. Хотя и крайне враждебный к делу, защищаемому принцессой, сам Страда восхваляет потомка Лаленов, как женщину с великим сердцем. Кардинал Бентивольо, который был нунцием при дворе эрцгерцогов Альбрехта и Изабеллы, добавляет, что в ходе осаде Турне принцесса д'Эпинуа продемонстрировала храбрость, превышающую ее пол.— Juste T. Christine de Lalaing, princesse d'Épinoy, p. 47
По утверждению Гуго Гроция, «принцесса д'Эпинуа заставила увидеть при обороне Турне свидетельство женского мужества, подобного таковому у самых великих мужчин».

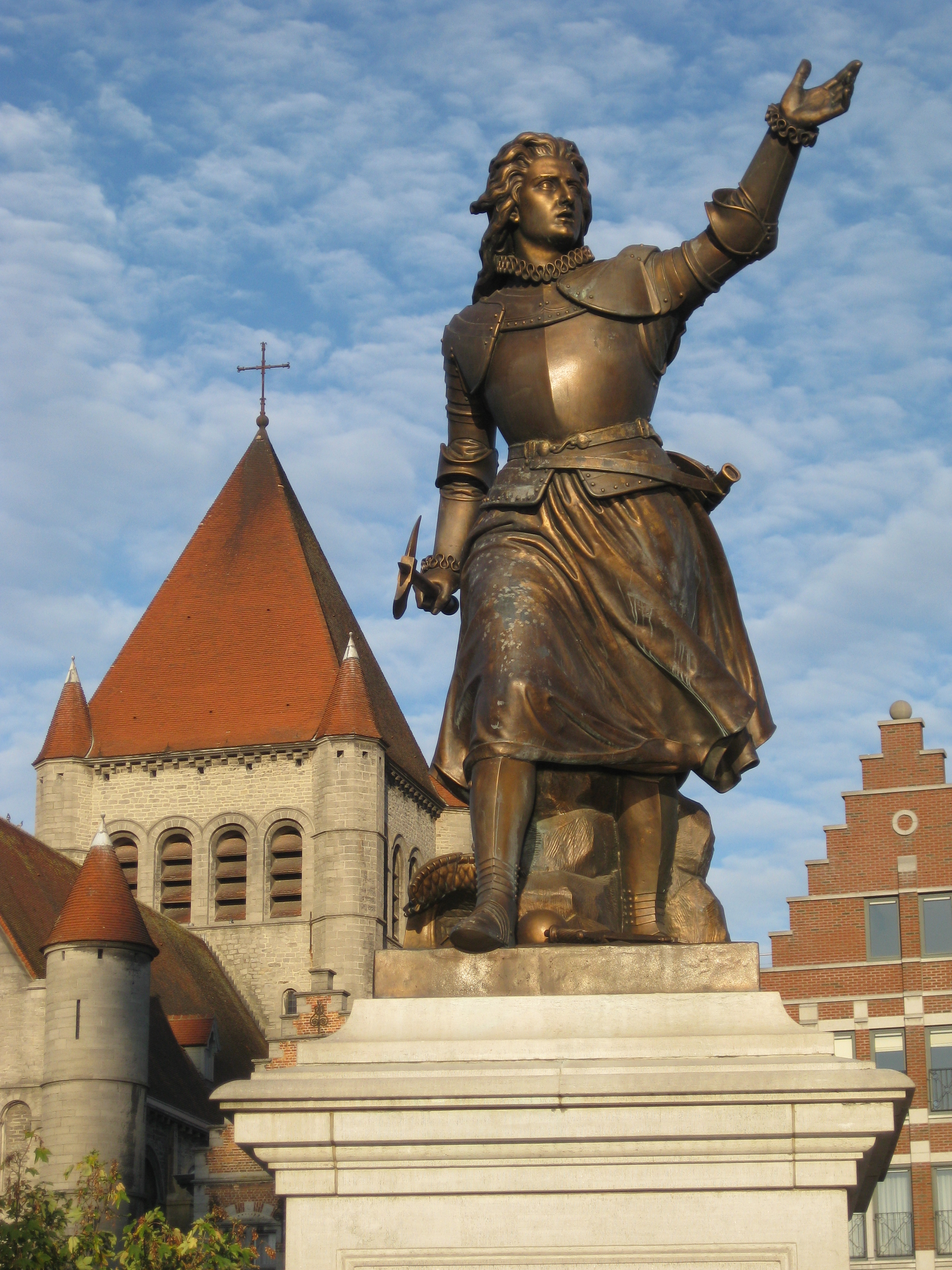

В XIX веке, после окончания периода иностранного правления, и обретения Бельгией независимости, Филиппа-Кристина де Лален, память о которой жила в Турне. стала восприниматься в качестве национальной героини. В 1824 году была издана пьеса «Принцесса д'Эпинуа, или осада Турне», затем одна из улиц города была названа рю д'Эпинуа, а в 1863 на Гран-Плас в старом городе был установлен бронзовый монумент работы местного скульптора Эмабля Дютрьё. На пьедестале помещена надпись: «Город Турне Филиппе-Кристине де Лален, принцессе д'Эпинуа. Осада 1581. Посвящён в 1863 в правление Леопольда I».

## Комментарии
1. ↑  Также Филиппина-Кристина, Филиппота-Кристина, Мария-Филиппина и просто Кристина